# Гербранд Баккер
Ґербранд Баккер (нід. Gerbrand Bakker; 19 жовтня 1947, Анна Павловна, Нідерланди) — нідерландський письменник. Пише п'єси, поезії, сценарії та книги для дорослих та дітей.

## Біографія
Баккер виріс на фермі. Вивчав нідерландську мову і літературу за спеціалізацією історична лінгвістика на факультеті мовознавства в Амстердамському університеті. З 1995 по 2001 роки працював перекладачем титрів для фільмів про природу. У липні 2006 року закінчив навчання професійного садівника в Алкмарі. Баккер є також інструктором з катання на ковзанах, а з вересня 2007 — колумністом журналу «The Green Amsterdammer».
У 1980-х роках письменник познайомився з творчістю Дольфа Веррона, Нанні Куіпер і Пауля Віґеля, які писали книги для дітей і молоді. Він вирішив використати свої знання у сфері історичної лінгвістики для написання тлумачного словника для молоді — «Етимологічного словника для початківців», який складається з двох частин. У 1999 році з'явився його перший роман «Груші цвітуть білими», який став дуже успішним, особливо у Німеччині.
Улюблені книги Баккера: роман англійської письменниці Айріс Мердок «Море, море», автобіографічний роман Едмунда Вайта «Пуста красива кімната», дитяча книга Алан Александр Мілна «Вінні-Пух та його друзі» і дитячий фентезійний роман англійського письменника Кеннета Грема «Вітер у вербах».

## Нагороди
- 2002: Нагорода «Silberner Lufti» за «Груші цвітуть білими»
- 2006: Нагорда «Goldenes Eselsohr» за «Нагорі тихо»
- 2010: Дублінська літературна премія за «Нагорі тихо»
- 2013: Премія «Індепендент» за перекладацьку прозу, за «Об'їзд»
- 2017: Літературна премія «Protagonista Jove» за «Груші цвітуть білими»